# Безус, Роман Анатольевич
Рома́н Анато́льевич Бе́зус (укр. Роман Анатолійович Безус; род. 26 сентября 1990, Кременчуг, Полтавская область, Украинская ССР, СССР) — украинский футболист, полузащитник клуба «Омония (Никосия)». Выступал за сборную Украины. Участник чемпионата Европы 2020 года.

## Биография

### Клубная карьера
В ДЮФЛ выступал за кременчугский «Кремень», также провёл четыре матча за команду «Молодь» (Полтава). 15 августа 2006 года дебютировал в «Кремне» во Второй лиге в матче с «Титаном» из Армянска (1:1).
Зимой 2009 года перешёл в полтавскую «Ворсклу» по приглашению Николая Павлова. На официальном сайте «Ворсклы» числился нападающим. В Премьер-лиге Украины дебютировал 26 мая 2009 года в матче с криворожским «Кривбассом» (2:0). Забил первый гол 31 октября 2009 года в ворота луганской «Зари» (2:0). 31 мая 2009 года «Ворскла» выиграла кубок Украины, в финале «Ворскла» обыграла донецкий «Шахтёр» (1:0).
11 июля 2009 года сыграл в матче за Суперкубок Украины, в котором полтавчане проиграли киевскому «Динамо» по пенальти (4:2, основное время 0:0). 20 августа 2009 года дебютировал в еврокубках в матче плей-офф раунда Лиги Европы против лиссабонской «Бенфики» (0:4). Лучший молодой футболист Украины по итогам сезона 2011/12. Будучи игроком «Ворсклы», Безус попал в национальную сборную Украины. Главный тренер сборной Олег Блохин использовал Безуса на позиции опорного полузащитника.
Роман защищал ворота команды в игре 1-го тура «Ворскла» — «Кривбасс», начиная с 85-й минуты, когда был удален Сергей Долганский, а лимит замен был уже исчерпан..
3 января 2013 года Роман Безус подписал контракт с «Динамо» (Киев). Срок соглашения рассчитан на пять лет. В команде Роман Безус получил номер 9, который раньше принадлежал Андрею Ярмоленко.
11 января 2015 года Роман Безус подписал контракт на три года с клубом «Днепр». В команде игрок получил 10 номер.
12 июня 2016 Безус перешёл в бельгийский клуб «Сент-Трюйден», подписав годичный контракт. Там выступал 3 года, после чего перешёл в «Гент». С «Гентом» игрок заключил контракт на 3,5 года, по неофициальной информации, сумма трансфера составила около 1 миллиона долларов. В апреле 2022 года Роман выиграл Кубок Бельгии
Летом 2022 года перешёл в кипрский клуб «Омония». 27 июля 2023 года в матче квалификации Лиги конференций УЕФА против «Габалы» отметился хет-триком (3:2). Это первый хет-трик в карьере Безуса. Раньше было всего 4 дубля за «Ворсклу», «Гент» (2) и молодёжную сборную Украины.

### Карьера в сборной
За сборную Украины дебютировал 11 ноября 2011 года в товарищеском матче против Германии (3:3), получил предупреждение на 19-й минуте, и был заменен на Сергея Назаренко. 7 июня 2013 года, выйдя на замену забил свой первый гол за сборную, в ворота Черногории на 92-й минуте, сделав счёт 4:0.
1 июня 2021 года был включен в официальную заявку сборной Украины главным тренером Андреем Шевченко для участия в матчах чемпионата Европы 2020 года.

## Достижения

### Командные
- Чемпион Украины: 2014/15
- Обладатель Кубка Украины (2): 2008/09, 2013/14
- Бронзовый призёр чемпионата Украины (3): 2012/13, 2014/15, 2015/16
- Финалист Лиги Европы УЕФА: 2014/15
- Обладатель Кубка Бельгии: 2021/22
- Обладатель Кубка Кипра: 2022/23

### Личные
- Включён в символическую сборную чемпионата Кипра: 2023/24[19]
- Кандидат в Клуб Олега Блохина — 88 голов[20]

## Статистика
| Клуб                   | Лига                 | Сезон          | Чемпионат | Чемпионат | Кубок | Кубок | Еврокубки | Еврокубки | Итого | Итого |
| Клуб                   | Лига                 | Сезон          | Игры      | Голы      | Игры  | Голы  | Игры      | Голы      | Игры  | Голы  |
| ---------------------- | -------------------- | -------------- | --------- | --------- | ----- | ----- | --------- | --------- | ----- | ----- |
| Кремень                | Вторая лига Украины  | 2006/07        | 20        | 3         | 0     | 0     | 0         | 0         | 20    | 3     |
| Кремень                | Вторая лига Украины  | 2007/08        | 29        | 3         | 2     | 0     | 0         | 0         | 31    | 3     |
| Кремень                | Вторая лига Украины  | 2008/09        | 20        | 4         | 1     | 0     | 0         | 0         | 21    | 4     |
| Кремень                | Итого                | Итого          | 69        | 10        | 3     | 0     | 0         | 0         | 72    | 10    |
| Ворскла                | Премьер-лига Украины | 2008/09        | 1         | 0         | 1     | 0     | 0         | 0         | 2     | 0     |
| Ворскла                | Премьер-лига Украины | 2009/10        | 20        | 3         | 1     | 0     | 2         | 0         | 24    | 3     |
| Ворскла                | Премьер-лига Украины | 2010/11        | 26        | 5         | 2     | 1     | 0         | 0         | 28    | 6     |
| Ворскла                | Премьер-лига Украины | 2011/12        | 28        | 6         | 1     | 0     | 11        | 2         | 40    | 8     |
| Ворскла                | Премьер-лига Украины | 2012/13        | 16        | 6         | 1     | 0     | 0         | 0         | 17    | 6     |
| Ворскла                | Итого                | Итого          | 91        | 20        | 6     | 1     | 13        | 2         | 111   | 23    |
| Динамо (Киев)          | Премьер-лига Украины | 2012/13        | 9         | 1         | 0     | 0     | 2         | 0         | 11    | 1     |
| Динамо (Киев)          | Премьер-лига Украины | 2013/14        | 15        | 2         | 2     | 0     | 7         | 1         | 15    | 3     |
| Динамо (Киев)          | Премьер-лига Украины | 2014/15        | 9         | 1         | 3     | 0     | 0         | 0         | 12    | 1     |
| Динамо (Киев)          | Итого                | Итого          | 33        | 4         | 5     | 0     | 9         | 1         | 47    | 5     |
| Днепр (Днепропетровск) | Премьер-лига Украины | 2014/15        | 11        | 1         | 2     | 1     | 8         | 0         | 21    | 2     |
| Днепр (Днепропетровск) | Премьер-лига Украины | 2015/16        | 20        | 4         | 5     | 0     | 4         | 0         | 29    | 4     |
| Днепр (Днепропетровск) | Итого                | Итого          | 31        | 5         | 7     | 2     | 12        | 0         | 50    | 6     |
| Сент-Трюйден           | Чемпионат Бельгии    | 2016/17        | 17        | 0         | 2     | 1     | 3         | 1         | 22    | 2     |
| Сент-Трюйден           | Чемпионат Бельгии    | 2017/18        | 17        | 2         | 2     | 0     | 10        | 4         | 29    | 2     |
| Сент-Трюйден           | Чемпионат Бельгии    | 2018/19        | 16        | 3         | 3     | 1     | 0         | 0         | 19    | 4     |
| Сент-Трюйден           | Итого                | Итого          | 50        | 5         | 7     | 2     | 13        | 5         | 70    | 12    |
| Гент                   | Чемпионат Бельгии    | 2018/19        | 15        | 0         | 2     | 1     | 0         | 0         | 17    | 1     |
| Гент                   | Итого                | Итого          | 15        | 0         | 2     | 1     | 0         | 0         | 17    | 1     |
| За всю карьеру         | За всю карьеру       | За всю карьеру | 220       | 34        | 25    | 6     | 48        | 8         | 293   | 48    |